# Hyperfrontia kitenga
Hyperfrontia kitenga är en fjärilsart som beskrevs av Emilio Berio 1976/77. Hyperfrontia kitenga ingår i släktet Hyperfrontia och familjen nattflyn. Inga underarter finns listade i Catalogue of Life.